# Cryptosporidium muris
Cryptosporidium muris és un protozou que viu com a paràsit.
Tradicionalment aquest no ha sigut considerat un patogen humà, però en 2002 s'han diagnosticat casos humans infectats per Cryptosporidium muris, per això es creu que podria tractar-se d'un patogen zoonòtic emergent capaç d'infestar a l'espècie humana.